# Волейбол на літніх Олімпійських іграх 2008
Змагання з волейболу (на пляжі та в приміщенні) на літніх Олімпійських іграх 2008 в Пекіні проходили з 9 по 24 серпня 2008 року. Змагання з волейболу в приміщенні пройшли в Столичному Палаці спорту і Спортзалі Пекінського технологічного інституту. Змагання з пляжного волейболу проходили з 9 по 22 серпня 2008 року на майданчику для пляжного волейболу в парку Чаоян.

## Дисципліни
Вручено 4 комплекти нагород у таких дисциплінах:
- Волейбол у приміщенні, чоловіки (12 команд)
- Волейбол у приміщенні, жінки (12 команд)
- Пляжний волейбол, чоловіки (24 команди)
- Пляжний волейбол, жінки (24 команди)

## Загальний залік
| Місце   | Країна   | Золото | Срібло | Бронза | Загалом |
| ------- | -------- | ------ | ------ | ------ | ------- |
| 1       | США      | 3      | 1      | 0      | 4       |
| 2       | Бразилія | 1      | 2      | 1      | 4       |
| 3       | Китай    | 0      | 1      | 2      | 3       |
| 4       | Росія    | 0      | 0      | 1      | 1       |
| Загалом | Загалом  | 4      | 4      | 4      | 12      |

### Медалі
| Дисципліни                 | Золото | Срібло | Бронза |
| -------------------------- | --- | --- | --- |
| Чоловіки                   | США (USA) Ллой Болл Шон Руні David Lee Річ Лемборн Рейд Прідді Раян Міллар Райлі Селмон Том Гофф Клей Стенлі Кевін Гансен Ґебріел Ґарднер Скотт Тузинські                                                          | Бразилія (BRA) Брунінью Марселінью Андре Еллер Самуель Фухс Жіба Мурілу Андре Насіменту Сержіо Сантос Андерсон Густаву Ендрес Родріган Данте                                      | Росія (RUS) Олександр Корнєєв Семен Полтавський Олександр Косарев Сергій Гранкін Сергій Тетюхін Вадим Хамутцьких Юрій Бережко Олексій Остапенко Олександр Волков Олексій Вербов Максим Михайлов Олексій Кулєшов |
| Жінки                      | Бразилія (BRA) Валевска Олівейра Кароліна Альбукерке Маріанне Штейнбрехер Паула Пекуено Таїса Менезес Елія Соуза Валеска Менезес Фабіана Клаудіно Велісса Гонзага Жаклін Карвалью Шейла Кастро Фабіана де Олівейра | США (USA) Оґонна Ннамані Деніелл Скотт-Арруда Тейїба Ганіф Ліндсі Берг Стейсі Сикора Ніколь Девіс Гезер Баун Дженніфер Джойніс Кім Ґласс Робін А Мо-Сантос Кім Вілловбі Лоґан Том | Китай (CHN) Ван Імей Фен Кунь Ян Хао Лю Янь'ань Вей Цююе Сю Юньлі Чжоу Сухун Чжао Жуйжуй Сюе Мін Лі Цзюань Чжан На Ма Юньвень                                                                                   |
| Пляжний волейбол, чоловіки | Тодд Роджерс та Філ Далгауссер (USA) | Фабіо Магальяйш та Марсіо Араужу (BRA) | Рікардо Сантуш та Емануель Регу (BRA) |
| Пляжний волейбол, жінки    | Керрі Волш та Місті Мей (USA) | Ван Цзє та Тянь Цзя (CHN) | Чжан Сі та Сюе Чень (CHN) |